# Me gusta América y a América le gusto yo
Me gusta América y a América le gusto yo (en inglés; «I Like America and America Likes Me») conocida comúnmente con el nombre «El Coyote», es una obra de arte conceptual y de performance del artista Joseph Beuys realizada en el año 1974 en la galería Rene Block de Nueva York, Estados Unidos.

## Preliminares
Joseph Beuys se había ganado una gran fama dentro de los círculos europeos como una de las figuras más importantes y originales dentro del arte conceptual y promotor del desarrollo del performance, junto con otros artistas pertenecientes al grupo Fluxus como el francés Yves Klein o el italiano Piero Manzoni. Pero no fue hasta el mes de enero de 1974 que realizó su primer viaje a Nueva York, donde participó en unos coloquios públicos y el 23 de mayo de ese mismo año cuando volvió de nuevo a presentar su primera obra de acción en la galería Rene Block del SoHo neoyorquino.

## Obra

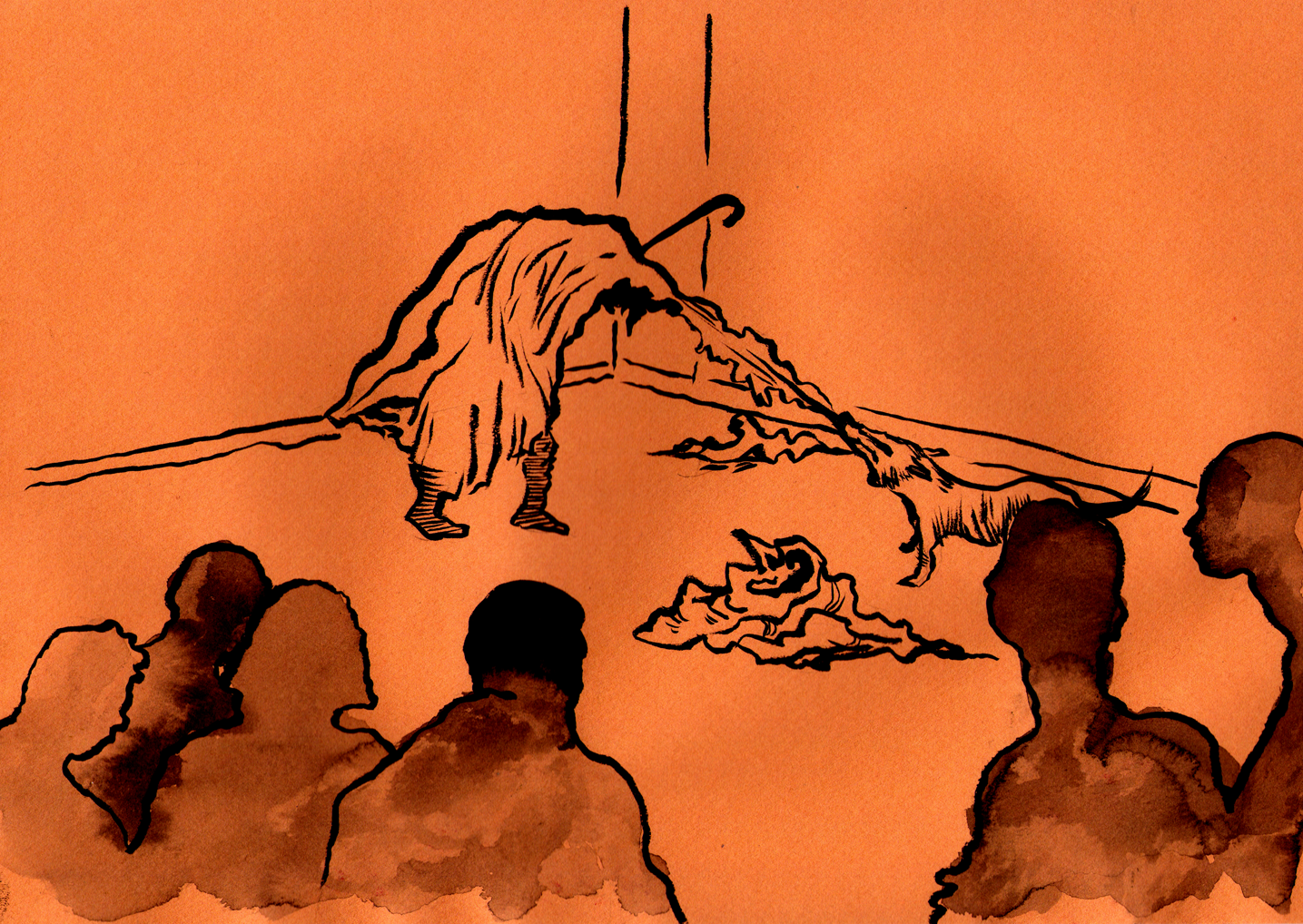
Ilustración de la acción Me gusta América y a América le gusto yo.

La obra empezó en el momento del viaje desde Düsseldorf a Nueva York. Al llegar al aeropuerto Kennedy, Beuys se envolvió de la cabeza a los pies en una manta de fieltro —material ya empleado por el artista en anteriores representaciones y del que él mismo decía que servía como aislante físico pero también metafóricamente—, fue conducido en una ambulancia, de la que se le sacó en camilla para introducirlo en la galería, una vez allí fue colocado en un espacio que compartió, durante tres días, con un coyote salvaje, separado de los espectadores por una acotación de malla metálica. La performance consistió, en que durante todo este tiempo, realizaba una serie de rituales diarios que incluían conversaciones con el animal, el ofrecerle diversos objetos como tela de fieltro, guantes, linterna, un bastón y cada día el diario The Wall Street Journal, el coyote los tocaba e incluso orinaba sobre ellos.
Todos los objetos utilizados durante el tiempo que duró la acción junto con algunos cascotes de la galería Rene Block, y por encima de todo esto sulfuro amarillo que Beuys había esparcido para, según el autor, conseguir como en alquimia una transformación de «reconstruir la materia como una afirmación de unidad y reconciliación», fueron colocados en 1979 en la galería Feldman, en un montaje titulado Aus Berlín (Desde Berlín) con motivo de la exposición retrospectiva de Beuys que se celebró por entonces en el Museo Solomon R. Guggenheim de Nueva York.

## Intención del artista
Según explicó Beuys, la acción fue el «complejo de coyote» que reflejaba:

...la historia de la persecución de los indios norteamericanos, además de la relación completa entre Estados Unidos y Europa [...]. Quería concentrarme sólo en el coyote. Quería incomunicarme, aislarme, no ver de Estados Unidos más que el coyote […] e intercambiar roles con él.

 Para Beuys representaba la transformación de la ideología en la idea de la libertad. Era esta una idea fija de Beuys llevada a la «escultura social», en la que se realizaban largas discusiones con otras personas y en diferentes contextos, según decía la «escultura social» movilizaría la creatividad de cada persona, consiguiendo modelar la sociedad del futuro.